# 2877 Likhachev
2877 Likhachev è un asteroide della fascia principale. Scoperto nel 1969, presenta un'orbita caratterizzata da un semiasse maggiore pari a 3,1131697 UA e da un'eccentricità di 0,1884186, inclinata di 2,34103° rispetto all'eclittica.